# 대전천동초등학교
대전천동초등학교는 대한민국 대전광역시 동구 천동에 있는 공립 초등학교이다.

## 학교 연혁
- 1953년 7월 1일 대전천동초등학교 개교(대전신흥초등학교에서 분리, 12학급)
- 1967년 3월 1일 대전판암초등학교 분리(15학급)
- 1998년 3월 30일 유도부 창단
- 2001년 12월 15일 교실 24실 및 다목적 강당 기공
- 2003년 3월 15일 교실 24실 및 다목적 강당 준공
- 2012년 3월 1일 청소년해양교육 시범학교(시지정)
- 2015년 2월 17일 제62회 졸업식(총 16,576명)
- 2015년 3월 1일 42학급 편성(특수학급 1학급 포함)
- 2016년 9월 1일 제24대 이용휘 교장 부임
- 2017년 2월 17일 제64회 졸업식(총16,856명)
- 2017년 3월 1일 43학급 편성(특수학급 1학급 포함)

## 참고 자료
- 대전천동초등학교 - 한국교육학술정보원 학교알리미